# ギリシア語版ウィキペディア
ギリシア語版ウィキペディア（ギリシアごばんウィキペディア、ギリシア語:Ελληνική Βικιπαίδεια）は、多言語でのオンライン百科事典プロジェクト「ウィキペディア」のギリシア語版である。2002年12月に設立された。
2025年2月時点の記事数は245,108項目で、全ての言語のウィキペディアの中では47番目に記事数が多い。また、同時点での登録利用者数は444,080人であり、うち22人は管理者権限を持っている。